# Czatachowa
Czatachowa – wieś w Polsce położona w województwie śląskim, w powiecie myszkowskim, w gminie Żarki.

## Nazwa
Miejscowość istnieje co najmniej od XVI wieku. Wymieniona po raz pierwszy w 1519 jako Czastachowa, 1521 Czastochowa, 1529 Czasthachowa, 1530 Cząstochova, 1533 Czatachowa .
Słownik geograficzny Królestwa Polskiego odnotowuje również inną formę nazwy miejscowości – Czetachowa.

## Historia
Początkowo była wsią królewską, a później szlachecką. W 1519 Marcin Myszkowski dziedzic Mirowa i Żarek ustanawiając prepozyturę w Żarkach przyznał jej uposażenie w dziesięcinie snopowej pobieranej z ról sołtysich oraz karczemnych w Czatachowej. W 1521 nie była osadzona kmieciami. Miejscowość odnotowano w historycznych dokumentach podatkowych. Od 1530 należała do parafii Leśniów. W 1533 2 łany płaciły po 12 groszy oraz składały daniny. We wsi znajdowały się wówczas opuszczone role. Miejscowość osadzona została ponownie przez króla w 1564 kiedy przybyli do niej nowi osadnicy, którzy uiszczali robociznę z łanów kmiecych oraz zobowiązani byli do stacji .
Miejscowość w 1581 leżała w powiecie lelowskim parafii Leśniów w starostwie olsztyńskim województwa krakowskiego Korony Królestwa Polskiego, a później Rzeczypospolitej Obojga Narodów. Wieś należała do uposażenia zamku olsztyńskiego i liczyła wówczas 2,5 łana powierzchni .
Po rozbiorach Polski miejscowość znalazła się w zaborze rosyjskim i leżała w Królestwie Polskim. W XIX-wiecznym Słowniku geograficznym Królestwa Polskiego wymieniona jest jako wieś leżąca w powiecie częstochowskim w gminie Olsztyn i parafii Żarki. W 1900 w miejscowości znajdowało się 30 domów zamieszkanych przez 190 mieszkańców. Wieś liczyła 628 mórg powierzchni należących w całości do włościan oraz 3658 mórg lasów należących do leśnictwa rządowego olsztyńskiego. W miejscowości oraz w okolicy znajdowały się również 3 osady karczmarskie.
1 lipca 1926 włączona do gminy Żarki w powiecie będzińskim. 1 stycznia 1927 weszła w skład nowo utworzonego powiatu zawierciańskiego, a 1 stycznia 1956 nowo utworzonego powiatu myszkowskiego. W latach 1954–59 w gromadzie Zawada, 
31 grudnia 1959 do włączona do gromady Przybynów. Od 1 stycznia 1973 w gminie Przybynów, od do 15 stycznia 1976 ponownie w gminie Żarki. W latach 1975–1998 miejscowość administracyjnie należała do województwa częstochowskiego.
We wsi znajdowała się pustelnia pw. Ducha Świętego, założona w 1992 r. przez o. Stefana Legawca z zakonu paulinów. Od 2007 r. jej duszpasterzem był ks. Daniel Galus. Z dniem 29 marca 2022 r., w związku z utratą przez pustelnię swego charakteru, abp Depo zmienił jej nazwę na: kościół filialny pw. Ducha Świętego w Czatachowej, wyłączając go jednocześnie z użytku liturgicznego.

## Turystyka i rekreacja
Szlak pieszy pomiędzy Przewodziszowicami a Czatachową prowadzi przez niewielką piaszczystą pustynię.